# 香港中小學視覺藝術科
香港中小學視覺藝術科課程是香港教育局課程發展議會(藝術教育委員會) 為配合香港的美術教育發展而擬訂的，並於2001年通過將小學的美勞科和中學的美術與設計科，統稱為視覺藝術科（簡稱視藝科），以強調本科學習涵蓋的範圍廣泛及多元化，包括評賞和創作以傳統、現代及創新的物料、工具和技術創製成的傳統和非傳統的視覺藝術作品，及過去、現在、多元文化和地域的藝術作品。小學視藝課程的對象為 KS1和 KS2學生。中學視藝課程的對象為KS3學生，高中的學生可以選擇視覺藝術科作為其中一個選修科。

## 課程重點
學生透過課堂學習和評估活動，發展視覺藝術方面的知識、技能和態度。 
- 課程：學校宜參考課程指引，再根據本身的情況，自行設計校本視藝課程。
- 教學：鼓勵學生主動學習及進行探究，而非由教師單向傳授知識。。
- 評估：運用多元化評估模式，每項評估須有清晰的評估範疇和準則。

## 學習目標
根據課程綱要，視覺藝術科的四大學習目標如下：
- 培養創意及想像力
- 發展技能與過程
- 培養評賞藝術的能力
- 認識藝術的情境

| 一、培養創意及想像力 |                                                                 |
| 學習重點             |                                                                 |
| KS1                  | 1. 記錄對大自然及人為環境的感覺。                               |
| KS1                  | 2. 運用觀察、記憶、想像力及經驗發展意念。                       |
| KS1                  | 3. 運用視覺元素及組織原理發展意念。                             |
| KS1                  | 4. 利用各種物料及技巧發展意念。                                 |
| KS2                  | 1. 事前搜集資料，配合創作。                                     |
| KS2                  | 2. 運用觀察、記憶、想像力及經驗發展意念。                       |
| KS2                  | 3. 運用視覺元素及組織原理發展意念。                             |
| KS2                  | 4. 嘗試不同的組合方法，去發掘另類視覺效果。                     |
| KS2                  | 5. 用草圖配合發展。                                             |
| KS2                  | 6. 與別人交流，引發意念。                                       |
| KS3                  | 1.以語言/非語言方式記錄反應，以及將意念、經驗及想像力演化成概念 |
| KS3                  | 2.以全新/不同角度去演繹/重新演繹概念、現實及視覺形象            |
| KS3                  | 3.採用視覺藝術創作的一般程序進行藝術活動：                      |
| KS3                  | 4. 嘗試不同的組合方法，去發掘另類視覺效果。                     |
| KS3                  | 5.與別人交流，引發意念。                                        |
| KS3                  | 6.運用創意把視覺藝術融入其他藝術領域                            |

| 二、發展技能與過程 |                                               |
| 學習重點           |                                               |
| KS1                | 1. 運用視覺元素以表達意念和情感。             |
| KS1                | 2. 認識不同視藝媒介的特色。                   |
| KS1                | 3. 安全及正確利用各種物料及工具。             |
| KS1                | 4. 經驗視藝與其他學習領域的關係。             |
| KS2                | 1. 運用視藝知識、技術和過程以表達意念和情感。 |
| KS2                | 2. 選用媒介去傳達意念。                       |
| KS2                | 3. 探討及使用各種媒介、物料及工具。           |
| KS2                | 4. 發現視藝與其他學習領域的關係。             |

| 三、培養評賞藝術的能力 |                                               |
| 學習重點               |                                               |
| KS1                    | 1. 談論視藝作品的內容。                       |
| KS1                    | 2. 描述視藝作品中的視覺元素。                 |
| KS1                    | 3. 表達個人對視藝作品的意見，並聆聽他人意見。 |
| KS2                    | 1. 描述及分析視藝作品的內容。                 |
| KS2                    | 2. 以視覺元素、組織原理及技巧來詮釋視藝作品。 |
| KS2                    | 3. 表達個人觀點，並提供理由。                 |
| KS2                    | 4. 運用準則去評價視藝作品。                   |

| 四、認識藝術的情境 |                                                       |
| 學習重點           |                                                       |
| KS1                | 1. 談及居住地區的社區藝術。                           |
| KS1                | 2. 認識一些與節日、文化習俗及人民生活有關的視覺藝術。 |
| KS1                | 3. 能識別一些著名視藝作品的特色。                     |
| KS2                | 1. 認識傳統視藝及其社會角色。                         |
| KS2                | 2. 認識一些以本地物料及環境特色所創作的視藝作品。     |
| KS2                | 3. 認識視藝作品在過去或現今不同情境中的不同用途。     |

## 學習範疇
在整個課程設計上，應包括以下三大範疇：
| 範疇             | 內容                    | 簡介                                                         |
| ---------------- | ----------------------- | ------------------------------------------------------------ |
| 一、視覺藝術知識 | a. 視覺語言             | 視覺元素、組織原理。                                         |
| 一、視覺藝術知識 | b. 視藝形式、媒介和物料 | 素描、繪畫、設計、工藝、雕塑、數碼錄像藝術、網絡藝術等。     |
| 一、視覺藝術知識 | c. 藝術的情境           | 認識社會、文化、歷史等情境與藝術家和藝術品之間的關係。       |
| 一、視覺藝術知識 | d. 美學                 | 引導學生探討藝術的特質、意義和價值。                         |
| 二、視覺藝術評賞 | a. 美學理論             | 領悟藝術作品潛藏的信息和意義。                               |
| 二、視覺藝術評賞 | b. 藝術評賞             | 讓學生表達個人喜好，懂得去描述、分析、詮釋及判斷藝術作品。   |
| 三、視覺藝術創作 | 表現和製作              | 配合主題，事前作資料搜集和探究，選擇合適媒介和物料進行創作。 |

## 學與教策略
- 教師宜提供有利學習環境(如：全方位學習日、探究式學習、專題研習等)，來鼓勵學生從生活經驗和已有知識去建構知識，而非純粹單向地傳授知識。
- 教師宜運用資訊科技進行互動學習。
- 教師須照顧學生的個別學習差異，切合不同學生的興趣、能力和學習需要。

## 評估
- 學校應採用多元化的評估模式，如作品集、自我評估、同儕評估、學習檔案、觀察、查詢、測驗及考試等。

## 參閱書籍及文件
- 吳香生。《基礎美育：理論與實踐》，香港：中華書局，2001年。
- 黃壬來。《藝術與人文教育》(上、下冊)，台北：桂冠圖書，2002年。
- 譚祥安、梁寶華。 《藝術教育新取向　方法及個案研究》，香港：香港教育學院(藝術系)，2004年。
- 黃素蘭、區潔愛、劉仲嚴。《藝術教育空降》，香港：香港美術教育協會，2005年。

## 外部連結
- 香港藝術發展局 （页面存档备份，存于）
- 香港美術教育協會 （页面存档备份，存于）
- 香港教育學院 體藝學院(視覺藝術部)
- 愉快學習：「薈藝教育」計劃 （页面存档备份，存于）
- 香港課程發展議會：《視覺藝術科課程指引（小一至中三）》

## 資料來源
1. ↑  第一學習階段 (小一至小三)
2. ↑  第二學習階段 (小四至小六)
3. ↑  第三學習階段 (中一至中三)
4. ↑  點、線條、形狀、形體、色彩、質感及空間等
5. ↑  均衡、統一、節奏、對比、重複、重點及動勢等